# Butheoloides hirsti
Espèce
Butheoloides hirsti est une espèce de scorpions de la famille des Buthidae.

## Distribution
Cette espèce est endémique du Soudan du Sud. Elle se rencontre vers Mvolo.

## Étymologie
Cette espèce est nommée en l'honneur d'Arthur Stanley Hirst.

## Publication originale
- Lourenço, 1996 : « À propos de deux espèces nouvelles appartenant au genre Butheoloides Hirst (Scorpiones, Buthidae). » Revue arachnologique, vol. 11, no 9, p. 87-94.